# Xiecunzhen (ort i Kina, Shaanxi, lat 33,19, long 107,45)
Xiecunzhen är en ort i Kina. Den ligger i provinsen Shaanxi, i den nordvästra delen av landet, omkring 180 kilometer sydväst om provinshuvudstaden Xi'an. Antalet invånare är 38 466. Befolkningen består av 18 790 kvinnor och 19 676 män. Barn under 15 år utgör 15,0 %, vuxna 15-64 år 73 %, och äldre över 65 år 11,0 %.
Runt Xiecunzhen är det ganska tätbefolkat, med 185 invånare per kvadratkilometer. Närmaste större samhälle är Yangzhou, 9,7 km öster om Xiecunzhen. Trakten runt Xiecunzhen består till största delen av jordbruksmark.
Genomsnittlig årsnederbörd är 1 044 millimeter. Den regnigaste månaden är juli, med i genomsnitt 226 mm nederbörd, och den torraste är december, med 2 mm nederbörd.